# Rudolfplatz (Berlin)
Der Rudolfplatz ist ein im 19. Jahrhundert im Zusammenhang mit der Wohnbebauung im heutigen Berliner Ortsteil Friedrichshain (Bezirk Friedrichshain-Kreuzberg) angelegter Stadtplatz. Er bildet zugleich das Zentrum des Stralauer Viertels.

## Maße, Lage und Beschreibung
Der Platz besitzt eine Trapezform mit den Abmessungen 160 × 60 Meter und befindet sich im Quartier der Oberbaum City. An seiner Nordwestecke steht die Zwingli-Kirche.
Der Rudolfplatz wird begrenzt von der Rudolfstraße (Norden), der Modersohnstraße (Osten), der Straße Am Rudolfplatz (Süden) und Danneckerstraße (Westen). Auf zwei Seiten ist er von geschlossenen Häuserzeilen umgeben.

## Geschichte
Das Areal wurde nach dem Hobrecht-Plan als Platz H, Abt. XIV angelegt. Am 15. Juli 1896 erhielt er seinen heute noch gültigen Namen nach der anliegenden Rudolfstraße.
Vor dem Bau der Kirche befand sich auf dem Platz eine hölzerne Kapelle, in welcher die Anwohner ihre Gottesdienste abhalten konnten. Karbidlampen beleuchteten den Innenraum, was bei einigen Besuchern zu Atemproblemen geführt haben soll („sie seien nah an Ohnmachtsanfällen gewesen“). Die Kapelle kam nach Einweihung des Kirchengebäudes nach Friedrichsfelde und diente dort als Friedhofskapelle.
An einem Wochenende des Jahres 1947 traten auf dem Rudolfplatz Artisten der Camilla-Mayer-Truppe mit einer Hochseilartistik auf. Die Artistenchefin, Camilla Mayer 2 fuhr mit einem Spezialmotorrad ein Drahtseil hinauf, das zwischen dem Glockenstuhl der Zwinglikirche und einer Halterung auf dem Boden verspannt war. Der öffentliche Auftritt warb für den gerade abgedrehten Film Artisten unter den Wolken.
Neben dem Eingang zum Gemeindehaus fanden Mitte der 1990er Jahre zwei Mauersegmente Aufstellung, die an die Teilung Berlins erinnern sollen.

## Gestaltung

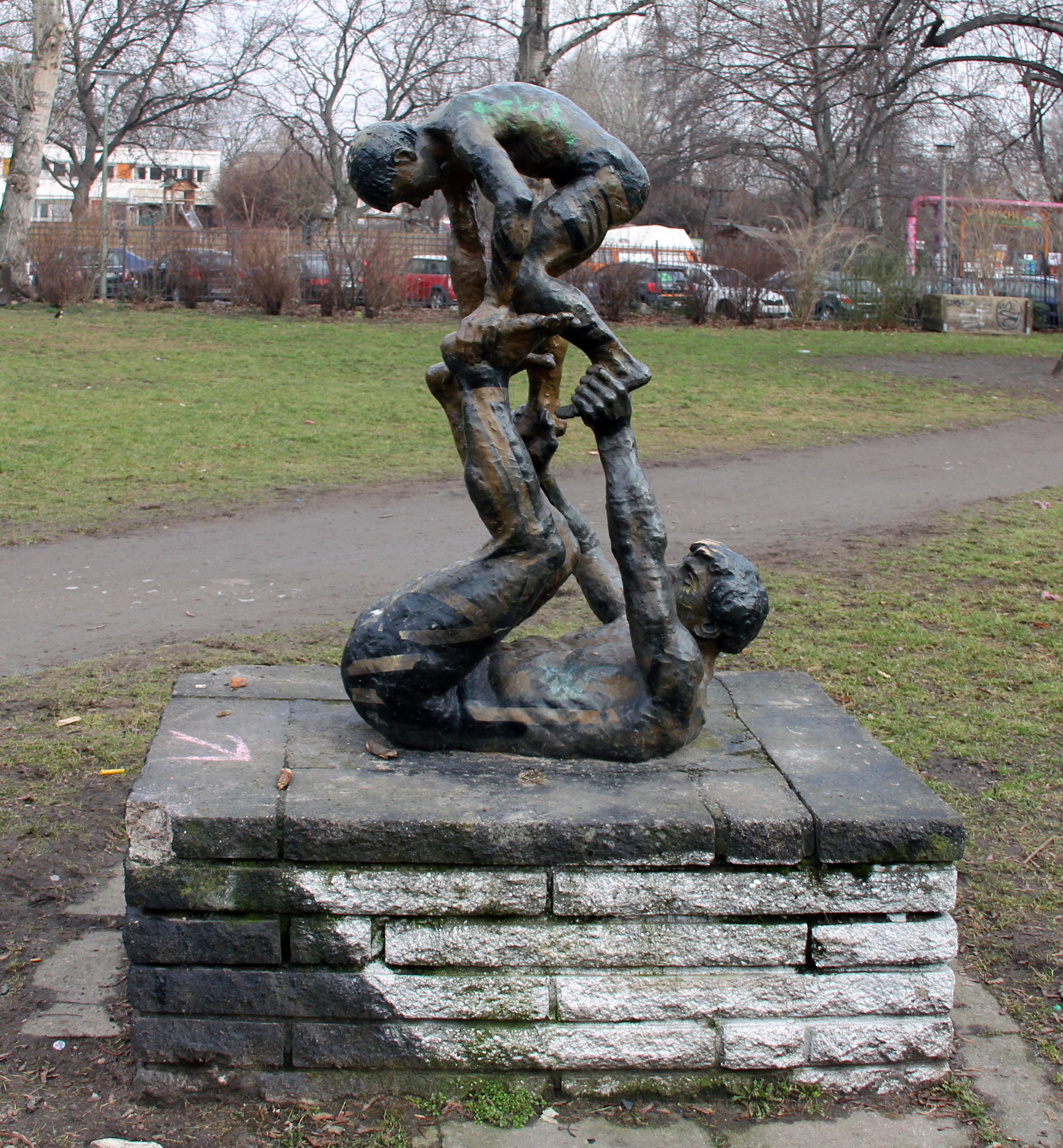
Spielende auf dem Platz

Der Platz besitzt einen Kinderspiel- und einen Ballspielplatz, an einer Wegekreuzung steht eine Bronzeskulptur mit zwei balgenden Jungen. Das Kunstwerk mit dem Titel Spielende wurde nach Entwurf von Wilfried Fitzenreiter 1975 in Bronze gegossen und hier aufgestellt.

## Umgebung und Verkehr
Auf der Nordseite des Rudolfplatzes befindet sich in einer angrenzenden Grünfläche die Kita des Jugendwerks Aufbau Ost e. V. (Rudolfstraße 15a). Nordöstlich des Platzes steht der denkmalgeschützte Baukomplex der Emanuel-Lasker-Oberschule (Modersohnstraße). Dieses Schulgebäude entstand 1909–1913 nach Plänen des Stadtbaurats Ludwig Hoffmann als Gemeinde-Doppelschule und diente als Grund- und Oberschule.

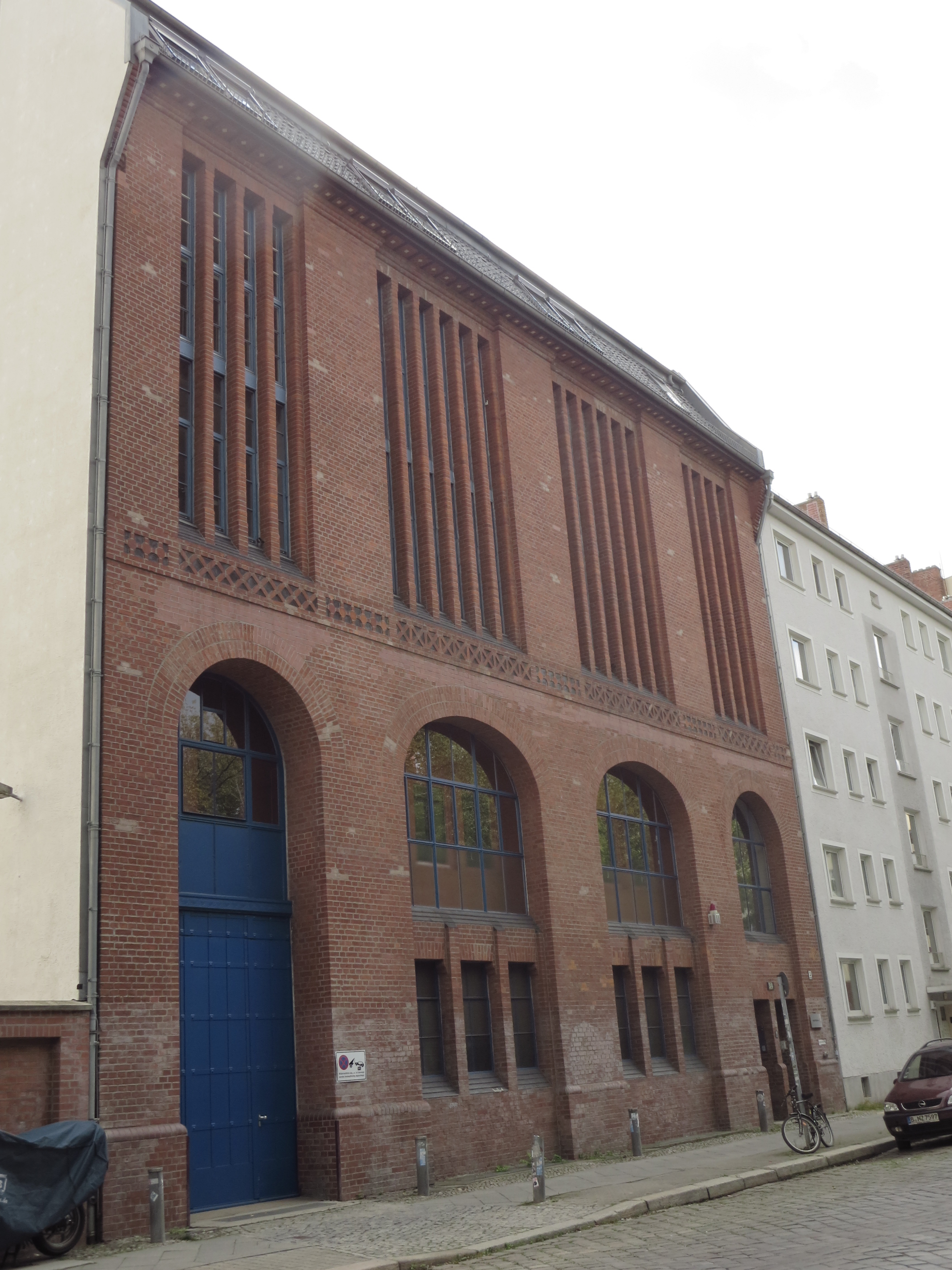
Fassade des Umspannwerkes

Auf der Südseite fällt der Blick des Betrachters auf eine Umspannstation (Am Rudolfplatz 3).
Ein auffälliges Bauwerk ist die im Jahr 1883 errichtete Wasserpumpstation XII (nahe dem Platz in der Rudolfstraße Nummer 15). Die Anlage besteht aus einem Verwaltungsgebäude, einem Beamtenwohnhaus sowie dem Kessel- und Maschinenhaus. Die Station beförderte die Abwässer aus den früheren Wohngebieten Friedrichsberg, Boxhagen und Stralau mittels zweier im Jahr 1910 installierter Pumpen in Leitungen, die auf die Rieselfelder führten.
Verkehrstechnisch ist der Platz mit der Buslinie 347 erreichbar.